# 華氏大藥房
華氏大藥房是中華人民共和國上海市一家藥店連鎖，隸屬於上海醫藥，1998年4月由三家藥店連鎖合併而成。截至2016年，華氏大藥房門店將近200家。

## 外部連結
- 官方网站